# Big Brother (Sverige)
Big Brother er et reality-tv-program, og den svenske variant af programformatet af samme navn. Den er blevet sendt på flere svenske kanaler, heriblandt Kanal 5, TV11, Kanal 11 og Sjuan

## Oversigt
| Sæson          | Sendedato                     | Vinder           | Andenplads         | Tredjeplads                     | Programledere | Antal deltagare | heraf jokere | Dage i huset | TV-kanal | Indspilningssted    |
| -------------- | ----------------------------- | ---------------- | ------------------ | ------------------------------- | ------------- | --------------- | ------------ | ------------ | -------- | ------------------- |
| Sæson 1 (2000) | 4 september- 15 december 2000 | Angelica Freij   | Paula Glantz       | Christoffer Jensen              | Adam Alsing   | 13              | 1            | 103          | Kanal 5  | Finnboda Varv       |
| Stjärnveckan   | 20-25 januar 2002             | Anki Lundberg    | Johan Lennström    | Robert Andersson                | Adam Alsing   | 7               | 0            | 6            | Kanal 5  | Magsin 5, Frihamnen |
| Sæson 2 (2002) | 26 januar- 13 maj 2002        | Ulrika Andersson | Alexander Nilsson  | Jacob Heidrich                  | Adam Alsing   | 13              | 5            | 108          | Kanal 5  | Magsin 5, Frihamnen |
| Sæson 3 (2003) | 25 januar- 11 maj 2003        | Daniel Sörensen  | Kajsa Larsson      | Lars-Robert "Larssa" Stefansson | Adam Alsing   | 13              | ?            | 107          | Kanal 5  | Magsin 5, Frihamnen |
| Sæson 4 (2004) | 23 januar - 10 maj 2004       | Carolina Gynning | Stefan Turlock     | Caroline Björkman               | Adam Alsing   | 17              | ?            | 109          | Kanal 5  | Värtahamnen         |
| Sæson 7 (2011) | 20 februar- 5 juni 2011       | Simon Danielsson | Peter Orrmyr       | Martin Granetoft                | Gry Forssell  | 21              | 4            | 106          | TV11     | Årsta Partihallar   |
| Sæson 8 (2012) | 19 februar- 3 juni 2012       | Hanna Johansson  | Amandus Allstadius | Annica Englund                  | Gry Forssell  | 22              | 6            | 106          | TV11     | Årsta Partihallar   |